# 故吉巴
故吉巴(梵文：Kucipa)，印度大乘密宗人士，八十四成就者之一。

## 簡介
故吉巴，意為「脖子長腫瘤的人」，是出身卡利地方的低種姓農夫。因為業報脖子生起一瘤，只能避於僻地。一天，巧遇龍樹菩薩，龍樹授予其解脫法門，生起次第法門讓他腫瘤更大更痛，但是他精進不疑，後以圓滿次第法門禪修，腫瘤便消失。故吉巴了悟空性，證得大手印，利益眾生七百年後，與七百位跟隨者進入空行淨土。